# Savages (2012)

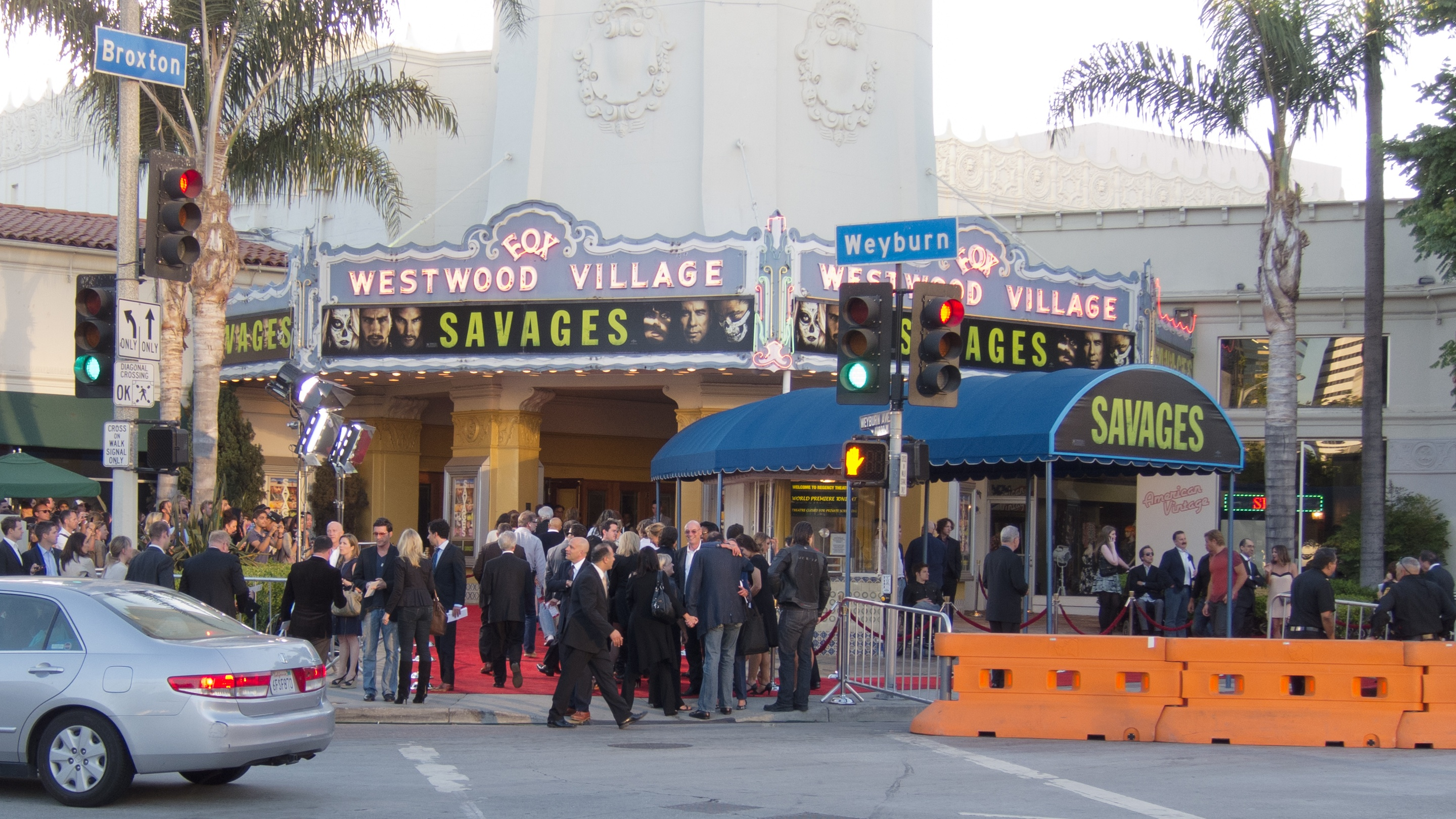
Première van Savages, juni 2012

Savages is een Amerikaanse misdaadfilm uit 2012 die geregisseerd werd door Oliver Stone. De film is gebaseerd op het gelijknamige boek van Don Winslow

## Verhaal
Ben (Aaron Taylor-Johnson) en Chon (Taylor Kitsch) zijn twee vrienden die samen succesvol handeldrijven in marihuana. Ben, met een achtergrond als botanicus kweekt de beste wiet ter wereld, en Chon, als ex-Navy Seal, zorgt voor de incasso en de zakelijke kant van het bedrijf. De oorsprong van het bedrijf is marihuanazaad dat Chon meegebracht heeft na een missie in Afghanistan. Ben en Chon  wonen samen in een Californische villa met zeezicht. Daar leven ze in een driehoeksverhouding met O (Blake Lively). O is een afkorting voor Ophelia. Omdat ze vernoemd is naar Ophelia, het personage uit Hamlet dat gek werd, heeft ze haar naam afgekort tot O.
Als Ben enige tijd in het buitenland zit voor liefdadigheidswerk, krijgen Chon en O een videoboodschap van het Bajakartel, een Mexicaans drugskartel uit Tijuana. Ben en Chon hebben een zeer succesvol en relatief probleemloos bedrijf opgezet, en daar wil het kartel, dat grote verliezen lijdt in het corrupte en gewelddadige Mexico, graag van meeprofiteren. Het kartel vraagt om samenwerking met Ben en Chon. Chon wil het kartel liefst op keiharde wijze laten weten dat ze geen interesse hebben. Ben echter, met zijn Boeddhistische achtergrond, wil alles op vreedzame manier oplossen.
De vrienden laten via Lado (Benicio Del Toro) en Alex (Demián Bichir) het kartel weten niet geïnteresseerd te zijn. Omdat ze niet verwachten dat het kartel daar genoegen mee neemt, maken ze plannen om naar Indonesië te vluchten. In dat uitgestrekte land, met duizenden eilanden, hopen ze onvindbaar te zijn voor het machtige drugskartel.
Het kartel laat het er echter niet bij zitten en pakt de twee vrienden op hun zwakke plek: hun beider liefde voor O. O wordt ontvoerd door Lado en zo zijn de twee vrienden wel gedwongen om met het kartel zaken te doen.
Intussen vragen ze informatie en advies aan Dennis (John Travolta), een corrupte DEA agent, die hen heeft geholpen met het draaiend houden van hun illegale drugshandel. Dennis weigert ze echter te helpen en wordt dan door een woedende Chon in zijn hand gestoken.
Terwijl ze de schijn ophouden en het kartel laten geloven dat ze als zakenpartners willen samenwerken, willen ze het kartel op die manier van binnenuit aanvallen. Dennis levert informatie aan hen over de activiteiten van het kartel, en met het overvallen van een geldtransport, waarbij ook zeven kartelleden omkomen, zorgen ze voor onrust binnen het kartel, en hopen ze voldoende geld bij elkaar te krijgen om O vrij te kopen.
Na de overval weten ze, wederom met hulp van Dennis, vals bewijs te fabriceren waarbij Alex, een van de leidinggevenden in het kartel, de schuld krijgt van de overval.
Lado, de gewetenloze beul van het kartel, martelt Alex om een bekentenis los te krijgen. Als hij vervolgens dreigt ook Alex zijn gezin te zullen doden als hij niet bekent, geeft Alex het op en bekent inderdaad. Ben, als degene die het bewijs heeft geleverd, krijgt de opdracht om het af te maken en Alex levend in brand te steken. Elena (Salma Hayek), de leider van het kartel, kijkt daarbij toe in gezelschap van O.
Onderwijl leren Ben en Chon dat Magda (Sandra Echeverría), de dochter van kartelleider Elena, nog leeft. Omdat Elena weigerde om O tegen betaling van losgeld vrij te laten, besluiten ze haar op dezelfde manier terug te pakken en willen ze Magda ontvoeren.
Lado bezoekt Dennis thuis, en blijkt net als Ben en Chon zaken te doen met de corrupte agent. Lado eist van Dennis dat deze zorgt dat de 3 miljoen dollar, die bij de overval op het geldtransport is buitgemaakt, terugkomt. Samen besluiten Ben en Chon het geld te laten betalen voor de locatie van Magda, en zo Elena te verraden en het geld terug te verdienen. Nadat Ben en Chon Dennis 3 miljoen dollar hebben betaald, verteld deze hen waar Magda zich bevindt, en ontvoeren ze haar. Via Skype eisen ze een ontmoeting met het kartel, waarbij O moet worden vrijgelaten in ruil voor Magda. Elena, doodsbang als ze is dat haar dochter iets overkomt, kan weinig anders doen dan akkoord gaan.
De ontmoeting vindt midden in de woestijn plaats. Scherpschutters aan beide zijden liggen klaar om te schieten. Nadat zowel Magda als O zijn vrijgelaten, draait Elena zich nog om naar Chon om te vragen wie de verrader binnen het kartel is. Als Chon Lado aanwijst wil Elena Lado neerschieten en zo begint er een shoot-out. Chon wordt daarbij meermaals geraakt. Ben en Lado schieten elkaar neer en een gewonde O schiet Lado dood. Als de shoot-out voorbij is liggen Ben, Chon en O gewond naast elkaar. Chon geeft hun alle drie een injectie zodat ze snel en pijnloos sterven.
Dan blijkt dat dit het einde is dat O verwacht had. In werkelijkheid blijkt de ontmoeting iets anders te zijn verlopen. Nadat Magda en O zijn vrijgelaten vlucht Lado per auto. Vervolgens verschijnen er overal DEA agenten die iedereen arresteren. Elena verdwijnt voor jaren achter de tralies. Ben en Chon, die belastend bewijs tegen de corrupte Dennis hebben, komen na een aantal dagen vrij omdat Dennis hen aanwijst als zijn informanten.
Vervolgens reist het drietal alsnog naar Indonesië om een nieuw en ander leven te beginnen.